# Docteur Druid
Le Docteur Druid est un super-héros appartenant à l'univers de Marvel Comics. Créé par Stan Lee et Jack Kirby, il apparut pour la première fois dans Amazing Adventures #1, en 1961.
Arrivé avant les Quatre Fantastiques et Spider-Man, il fait partie de l'Âge d'Argent de l'Univers Marvel.

## Biographie fictive
Le Docteur Anthony Ludgate est un psychiatre, magicien et télépathe, spécialisé dans l'hypnose. C'est un expert en arts occultes, entraîné par un lama tibétain connu sous le nom de l'Ancien (le mentor du Docteur Strange). On sait aussi qu'il est un descendant lointain d'une lignée de druides, et qu'il  eut un fils, Sebastian, qui a hérité d'une partie de son savoir.
Pendant les 6 premiers numéros de la série Amazing Adventures, il se fit appeler Docteur Droom. Mais, basée sur des histoires d'horreur ou fantastique, et avec un héros sans consistance, le Docteur Droom resta méconnu.
Dans sa première aventure, il a été embauché pour enquêter sur un navire de croisière disparu, le S.S. Luxuria et a découvert "La cité perdue d'Atlantis" et une race d'Atlantes (mais pas les Homo Mermanus). Ici, il a trouvé le navire manquant et a hypnotisé toute la ville en lui faisant croire qu'il n'y avait pas de population humaine à la surface afin de protéger l'humanité et de sauver le navire.
Il a également déjoué les tentatives d'invasion de quelques espèces extraterrestres, dont Zamu qui tentait de devenir gouverneur, une race extraterrestre inconnue que Druid a réussi à convaincre par télépathie que la race humaine était en fait des derricks et trop puissante pour être conquise, et Krogg qui a utilisé la technologie des transporteurs de matière pour voler des maisons et les retenir contre rançon afin de collecter des fonds pour essayer de piller la terre de ses ressources.
Il refit surface dans les années 1970 pour lutter contre Maha Yogi dans The Incredible Hulk, sous le nom de Docteur Druid, pour éviter la confusion avec le Docteur Doom. Il combat ensuite le Ghost Rider. Puis on le retrouve dans la toute première série limitée Marvel: Marvel Super Hero Contest of Champions #1 en mars 1982, regroupant la majorité des héros Marvel. 
Anthony a eu assez de succès en tant que super-héros, s'est approché des Vengeurs et en est même devenu membre. Cependant, son arrogance et sa faiblesse pour les femmes l'ont amené à être séduit et manipulé par Ravonna Renslayer sous son apparence de Kang Nebula. Croyant qu'il agissait pour préserver les Vengeurs contre une menace future que lui seul pouvait arrêter, Druid a continuellement miné la présidente des Vengeurs, Captain Marvel, jusqu'à ce qu'elle subisse de graves blessures au combat. Il a ensuite influencé psychiquement Monica Rambeau et les autres membres de l'équipe pour qu'ils le nomment président de remplacement.
Bientôt, tous les Avengers tombèrent sous le contrôle de Nebula, et elle les guida dans une quête pour trouver l'arme ultime du Céleste Rêveur en perçant la future bulle temporelle. Au lieu de cela, le rival a attaqué Kang Nebula et ses Vengeurs. Druid et Ravonna ont été aspirés dans le flux temporel, ils furent avalé par les Limbes.
Il revint au sein des Défenseurs Secrets et fut de nouveau possédé par un démon. Druid se fit passer pour mort et l'équipe se sépara.
Il fut frappé de folie et fut finalement tué par Daimon Hellstrom. Son fantôme est réapparu, ce qui prouve cette fois-ci sa mort.

## Pouvoirs
- Le Docteur Druid est un mystique dont les capacités psioniques ont été activées par l'Ancien. Il contrôle les fonctions vitales de son corps pour résister à la douleur et il peut ralentir son rythme cardiaque, pour consommer moins d'oxygène.
- Télépathe, il peut projeter ses pensées ou lire dans l'esprit d'autrui. Spécialiste de l'hypnose, il peut complètement charmer une personne ayant moins de volonté que lui, et même hypnotiser une foule qui le regarde et l'écoute. Ses cibles le pensent alors invisible, transformé en monstre, ou le voient faire apparaitre des objets sortis de nulle part (il les a en fait sur lui).
- Sa maitrise psychokinétique lui permet de léviter, et d'en faire profiter des êtres ou des objets.
- Druid possède un don de précognition limité, qu'il utilise pour sentir la présence de magie récente et remonter jusqu'à sa source.
- Issu d'une lignée de druides celtes, Ludgate est adepte de ce type de magie naturelle, qu'il utilise par des rituels, l'absorption de potions, le dessin de symboles sacrés, et des chants mystiques. L'énergie utilisée vient des Dieux Celtes eux-mêmes. Cette magie lui permet d'invoquer des esprits celtes, contrôler la flore, calmer les animaux sauvages, créer des combustions spontanées, et même voyager à travers les dimensions. Les pouvoirs druidiques de Ludgate sont toutefois vulnérables au fer, qui trouble ou annule les effets de ses enchantements. Ses origines lui permet également d’obtenir les souvenirs de ses ancêtres
- Ludgate est un docteur reconnu en psychiatrie, en sciences occultes et en histoire celtique.